# Донецкий национальный университет экономики и торговли

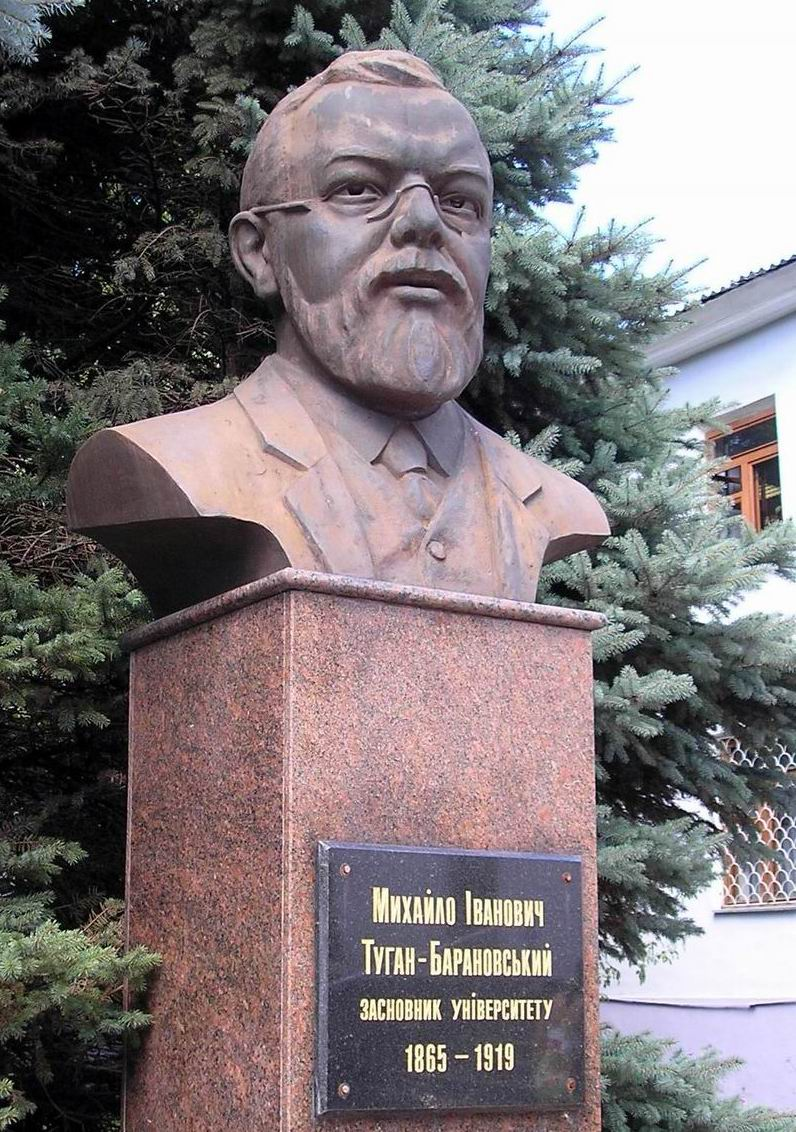
Памятник Туган-Барановскому около университета (Донецк)

Донецкий национальный университет экономики и торговли имени Михаила Туган-Барановского (укр. Донецький національний університет економіки і торгівлі імені Михайла Туган-Барановського) — высшее учебное заведение в Донецке (см. Война на Донбассе) и Кривом Роге.

## История
История ДонНУЭТ начинается в 1920 году, когда по инициативе ученого-экономиста М. И. Туган-Барановского был создан Украинский кооперативный институт. 16 ноября того же года институт был преобразован в кооперационный факультет Киевского института народного хозяйства, а затем, в 1922 году, стал Киевским кооперационным техникумом. Вскоре и техникум был реорганизован и стал Кооперативным институтом имени Чубаря.
В 1933—1934 годах вуз объединился с Харьковским плановым институтом потребительской кооперации и его местонахождение перенесено в Харьков; а в 1940 году этот и несколько харьковских вузов образовали Харьковский институт советской торговли. В 1959 году постановлением СМ УССР Харьковский институт советской торговли был перенесен в город Сталино и стал называться сначала Сталинский институт советской торговли, а с 1961 года — Донецкий институт советской торговли.
С 1960-х годов институт открывает свои филиалы и дочерние учебные заведения в разных регионах УССР (в т.ч — Киеве, Одессе и других крупных городах СССР). С 1992 года вуз снова сменил название и стал называться Донецкий государственный коммерческий институт, а с 1998 года — Донецкий государственный университет экономики и торговли. В 2007 году получил статус национального университета.
За достигнутые успехи в подготовке специалистов и в связи с 50-летием со дня основания в 1970 году университет награждён Грамотой Президиума Верховного Совета Украинской ССР.
За весомый вклад в развитие системы высшего образования коллектив Университета награждён: Международной кадровой академией — Орденом «Почёта» (2002), в рамках Международного Академического рейтинга популярности «Золотая Фортуна» — Серебряной стелой и Дипломом качества (2003), орденом «Святой Дмитрий Солунский» и многими другими.
ДонНУЭТ награждён Международным знаком «Золотая медаль Сократа» за весомые научные исследования и их распространения (Лондон, Великобритания, 2012).
В 2005 году ДонНУЭТ прошёл международную сертификацию в Международном образовательном обществе (IES) (Лондон) и получил рейтинг «А».
Член Европейской ассоциации университетов (с марта 2008 г.) и Ассоциации экономических университетов юго-восточной Европы и Черноморского региона (с апреля 2008).
17 сентября 2010 года ДонНУЭТ подписал Великую Хартию университетов в Болонье (Италия).

## ДонНУЭТ в Донецке
Донецкий национальный университет экономики и торговли имени Михаила Туган-Барановского продолжает свою работу в г. Донецке.
Университет возглавляет ректор Дрожжина, Светлана Владимировна — доктор философских наук, профессор.
В ночь на 6 августа 2023 года в результате обстрела загорелось здание первого корпуса Донецкого национального университета экономики и торговли (Донецк). По данным МЧС РФ, площадь возгорания превысила три тысячи квадратных метров. В двухэтажном здании обрушилась кровля и полностью сгорело потолочное перекрытие. Представители ДНР заявили, что удар был нанесён со стороны ВС Украины кассетными боеприпасами. Минобрнауки РФ сообщило, что в пожаре сгорели дипломы выпускников этого года и документы приемной комиссии.

### Структура
- Институт экономики и управления;
  - Кафедра экономики предприятия и управления персоналом;
  - Кафедра маркетингового менеджмента;
  - Кафедра международной экономики;
  - Кафедра экономической теории;
  - Кафедра философии;
  - Кафедра правовых и политических наук;
  - Кафедра иностранных языков.
- Институт учёта и финансов;
  - Кафедра бухгалтерского учёта;
  - Кафедра финансов и экономической безопасности;
  - Кафедра банковского дела;
  - Кафедра цифровой аналитики и контроля;
  - Кафедра информационных систем и технологий управления;
  - Кафедра физического воспитания.
- Институт пищевых производств:
  - Кафедра оборудования пищевых производств;
  - Кафедра холодильной и торговой техники имени В,В. Осокина;
  - Кафедра общеинженерных дисциплин;
  - Кафедра естествознания и БЖД.
- Факультет маркетинга, торговли и таможенного дела:
  - Кафедра товароведения;
  - Кафедра таможенного дела и экспертизы товара;
  - Кафедра маркетинга и торгового дела;
  - Кафедра высшей и прикладной математики.
- Факультет ресторанно-гостиничного бизнеса:
  - Кафедра технологии и организации производства продуктов питания имени А.Ф. Коршуновой;
  - Кафедра гостиничного и ресторанного дела;
  - Кафедра туризма;
  - Кафедра лингводидактики.
- Центр дополнительного профессионального образования;
- Донецкий колледж технологий и дизайна ДонНУЭТ;
- Донецкий финансово-экономический техникум ДонНУЭТ;
- Докучаевский техникум ДонНУЭТ;
- Шахтёрский техникум ДонНУЭТ.

## ДонНУЭТ в Кривом Роге
В 2014 году, принимая во внимание сложную социально-политическую ситуацию на востоке Украины и продолжение вооружённого конфликта в городе Донецк, постановлением Министерства образования и науки Украины № 1178 от 17 октября 2014 года c 3 ноября 2014 года до окончания вооружённого конфликта на территории города Донецк Донецкий национальный университет экономики и торговли имени М. Туган-Барановского осуществляет свою образовательную деятельность в городе Кривой Рог Днепропетровской области.

### Структура
- Учебно-научный институт экономики и предпринимательства:
  - Кафедра экономики;
  - Кафедра предпринимательства и торговли;
  - Кафедра международной экономики и туризма;
  - Кафедра иностранной филологии и перевода.
- Учебно-научный институт управления и администрирования:
  - Кафедра учёта и аудита;
  - Кафедра финансов и банковского дела;
  - Кафедра высшей математики и информационных систем;
  - Кафедра гуманитарных и правовых дисциплин;
  - Кафедра маркетинга, менеджмента и публичного администрирования.
- Учебно-научный институт отельно-ресторанного бизнеса:
  - Кафедра украиноведения;
  - Кафедра общеинженерных дисциплин и оборудования;
  - Кафедра технологии в ресторанном хозяйстве и гостиничного и ресторанного дела.